# 罗思举
罗思举（1765年—1840年）字天鹏，四川绥定府东乡县人，清代武将。
农民出身，早年因家境贫困，为盗乡里。参加过会党，在秦、豫、川、楚等地做过盗贼，结客报仇，目無王法。多次遭遇厄运，幸而不死。嘉庆丙辰元年川楚白莲教起义，罗思举弃盗从军。先后转战四川、陕西、湖南等地，立下功勋。先后任贵州、四川、云南、湖北提督，赏戴双眼花翎，授一等轻车都尉和一品水陆总督，赐“振威将军”。 道光二十年卒於官，赐太子太保，谥壮勇。子本镇，袭世职。

## 延伸阅读
[在维基数据编辑]
 《清史稿/卷347》，出自趙爾巽《清史稿》